# Hidehiro Kikuchi
Hidehiro Kikuchi (菊池英博, Kikuchi Hidehiro; Tokyo, 11 maggio 1971) è un doppiatore giapponese.

## Doppiaggio

### Serie animate
- Ginga hyōryū Vifam - Fred Shuffle
- Milly - Un giorno dopo l'altro - Edward Brighton
- Palla al centro per Rudy - Shun Hyōdō
- Papà Gambalunga - Tommy
- Cooking Papa - Jirō Tanaka
- Magico Dan, super campione - Yūsuke Renjō
- DNA² - Ichigo Ichikawa
- Ririka, SOS! - Kane/Kanon
- Bakuretsu Hunter - Daniel
- Let's & Go - Sulle ali di un turbo - Principe Shillonto
- Yu-Gi-Oh! - Hiroto Honda

### OVA
- Gall Force - Ragazzo
- Robot Carnival

### Film d'animazione
- La spada dei Kamui
- Taron e la pentola magica - Taron

### Videogiochi
- Mana Khemia 2: Fall of Alchemy - Mana di luce
- Atelier Totori: The Adventurer of Arland - Peter Lietz
- Atelier Meruru: The Apprentice of Arland - Peter Lietz